# Maurerbach (Große Mühl)
Der Maurerbach ist ein Bach in den Gemeinden Klaffer am Hochficht und Schwarzenberg am Böhmerwald in Oberösterreich. Er ist ein Zufluss der Großen Mühl.

## Geographie
Der Bach entspringt am Fuß des Dachsbergs auf einer Höhe von 663 m ü. A. Er weist eine Länge von 2,69 km auf. Er fließt Richtung Südosten entlang der Gemeindegrenze von Klaffer am Hochficht und Schwarzenberg am Böhmerwald und nimmt linksseitig den Peternbach auf. Der Maurerbach mündet zwischen den Siedlungen Vorderanger und Hinteranger auf einer Höhe von 591 m ü. A. linksseitig in die Große Mühl. Sein Einzugsgebiet erstreckt sich über eine Fläche von 6,02 km².
Zwei Langlaufloipen queren den Bach: die 9 km lange mittelschwere Panoramaloipe Klaffer und die 6,3 km lange schwierige Verbindungsloipe Schwarzenberg – Klaffer.

## Umwelt
Entlang des Maurerbachs entwickelten sich lineare Weichholzauen. Am Bach wächst ein kleinflächiger Schwarzerlensumpfwald. Dieser wird von Schwarz-Erlen (Alnus glutinosa) dominiert. In seiner Strauchschicht wachsen unter anderem Asch-Weiden (Salix cinerea), Faulbäume (Frangula alnus) und Holler (Sambucus nigra). Sein Unterwuchs ist von Bachbungen (Veronica beccabunga), Behaartem Kälberkropf (Chaerophyllum hirsutum), Mädesüß (Filipendula ulmaria), Rohrglanzgras (Phalaris arundinacea), Sumpfdotterblumen (Caltha palustris) und Wald-Simsen (Scirpus sylvaticus) geprägt. Westlich von Panidorf liegt ein großes Magerwiesen-Gebiet am Bach. Es weist einen Niedermoor-Kern auf. Hier gedeihen seltene Pflanzenarten. Bei der Einmündung des Peternbachs erstreckt sich ein 2,6 Hektar großes Magerwiesen-Areal, in dem zahlreiche Wald-Simsen (Scirpus sylvaticus) wachsen.
Der Maurerbach ist Teil der 22.302 Hektar großen Important Bird Area Böhmerwald und Mühltal und abgesehen von seinem Quellbereich Teil des 9.350 Hektar großen Europaschutzgebiets Böhmerwald-Mühltäler.